# Kimmage
Kimmage (Dublín 12) es un suburbio de Dublín cerca de Rathfarnham, Terenure y Crumlin. Su señal más famosa es el KCR o el Cruce de Caminos de Kimmage que era una estación de gasolina y una tienda por más de veinte años. Un grupo de adolescentes han creado el "Kimmage Krew". Son conocidos por ir alrededor molestando a los vecinos, y han formulado la frase "You've been Kimmaged".
- Datos: Q2569992
- Multimedia: Kimmage / Q2569992